# Choirul Huda
Choirul Huda (Lamongan, Java Oriental; 2 de junho de 1979 - Lamongan, Java Oriental; 15 de outubro de 2017) foi um futebolista indonésio que atuava como goleiro.

## Biografia
Estreou como futebolista em 1999 com o Persela Lamongan na Divisi Dua Liga Indonesia, a quarta categoria do futebol indonésio. Depois de duas temporadas ajudou o clube a subir para a Divisi Satu Liga Indonesia, terceiro nível da liga. De novo, dois anos mais tarde promovido à Primeira Divisão da Indonésia, e finalmente, em 2006, na Superliga da Indonésia, máxima categoria do futebol indonésio. Conseguiu sua maior conquista ao ficar na quarta posição na liga da temporada 2011/12, vencida pelo Sriwijaya FC. Jogou um total de 503 partidas pelo clube, sendo o jogador com mais encontros disputados na história do clube, e ocupou até o seu último jogo a braçadeira de capitão.

## Morte
Morreu em 15 de outubro de 2017 aos 38 anos de idade, durante uma partida onde disputavam o Persela Lamongan e o Semen Padang FC, após chocar-se com seu companheiro Ramon Rodrigues, que é brasileiro, na hora de tentar limpar a jogada da equipe adversária.